# Dounoux
Dounoux is een gemeente in het Franse departement Vosges in de regio Grand Est en telt 788 inwoners (1999).

## Geschiedenis
De gemeente maakte deel uit van van het kanton Xertigny totdat dat werd samengevoegd met de kantons Bains-les-Bains en Plombières-les-Bains tot het huidige kanton Le Val-d'Ajol. Alle gemeenten in de genoemde kantons maken uit van het arrondissement Épinal.

## Geografie
De oppervlakte van Dounoux bedraagt 9,3 km², de bevolkingsdichtheid is 84,7 inwoners per km².
De onderstaande kaart toont de ligging van Dounoux met de belangrijkste infrastructuur en aangrenzende gemeenten.

## Demografie
Onderstaande figuur toont het verloop van het inwonertal (bron: INSEE-tellingen).